# Zbigniew Krzeszowiec
Zbigniew Krzeszowiec (Długoszowie, 19 maart 1948) is een Pools voormalig wielrenner. Hij is de vader van voormalig Pools wielrenner Artur Krzeszowiec.

## Belangrijkste overwinningen
1971
- Eindklassement Ronde van Malopolska
- 10e etappe Vredeskoers

1972
- 9e etappe Vredeskoers

1973
- 12e etappe Vredeskoers

1974
- 2e etappe Wielerweek van Lombardije